# Jean Vuillemey
 (avril 2013).
Si vous disposez d'ouvrages ou d'articles de référence ou si vous connaissez des sites web de qualité traitant du thème abordé ici, merci de compléter l'article en donnant les références utiles à sa vérifiabilité et en les liant à la section « Notes et références ».
 (avril 2013).
- Si vous ne connaissez pas le sujet, laissez ce bandeau (vous pouvez alors contacter les auteurs).
- Si vous supprimez le contenu mis en cause (vous pouvez préalablement contacter les auteurs),

argumentez précisément cette suppression dans la page de discussion
(un manque de référence n'est pas un argument ; une recherche réelle de référence doit avoir été effectuée, être formellement documentée).
Jean Vuillemey est un peintre et maître-verrier français né le 25 juillet 1930 à Clairvaux-les-Lacs, et décédé le 11 mars 2012 à Lons-le-Saunier (Jura). Il est le frère jumeau de l'artiste Marcel Vuillemey.
À quatorze ans, Jean et Marcel sont tous deux attirés par la peinture et commencent à exposer leurs œuvres dans l'établissement hôtelier de leurs parents à Doucier (Jura). Ils sont rapidement remarqués par le peintre lyonnais Emile Wegelin qui leur donne l'initiation à la peinture paysagiste sur les bords de l'Ain et des lacs de la région. La première exposition des frères Vuillemey a lieu en 1947 dans la vitrine de l'établissement Dissard, à Lons-le-Saunier (Jura). 
Outre la peinture, Jean se consacre aussi à l'archéologie et exécute de nombreuses fouilles dont la plus importante de par sa richesse en matériel est le tumulus de l'âge du bronze, à Fay-en-Montagne.
En 1995, Jean Vuillemey est décoré de l'insigne de Chevalier de l'Ordre National du Mérite.
En quête de diverses formes d'expression artistique, il réalise un nombre considérable de vitraux pour les églises du Jura, il est aussi le concepteur du vitrail central qui orne la chapelle de l'Hôtel-Dieu de Lons-le-Saunier. Autodidacte, il crée maquettes et exécution tout en innovant dans le domaine technique du vitrail en dalle de verre. En 1965, des prélats de Rome, informés de la beauté de ses réalisations, viennent visiter l'église de Bonlieu (Jura).
En 1990, ayant pris sa retraite, il reprend ses pinceaux et expose à nouveau à Lons-le-Saunier en compagnie du peintre Guy Breniaux, son élève qu'il avait initié à la peinture dès 1958.
Fin 2003, un livre d'art sur ses vitraux est édité par les éditions Aréopage.